# Виль-сюр-Арс
Виль-сюр-Арс (фр. Ville-sur-Arce) — коммуна во Франции, находится в регионе Шампань — Арденны. Департамент — Об. Входит в состав кантона Бар-сюр-Сен. Округ коммуны — Труа.
Код INSEE коммуны — 10427.
Коммуна расположена приблизительно в 180 км к юго-востоку от Парижа, в 95 км южнее Шалон-ан-Шампани, в 35 км к юго-востоку от Труа.

## Население
Население коммуны на 2008 год составляло 245 человек.
| 1962 | 1968 | 1975 | 1982 | 1990 | 1999 | 2008 |
| ---- | ---- | ---- | ---- | ---- | ---- | ---- |
| 242  | 260  | 255  | 261  | 280  | 264  | 245  |

## Экономика
В 2007 году среди 156 человек в трудоспособном возрасте (15—64 лет) 123 были экономически активными, 33 — неактивными (показатель активности — 78,8 %, в 1999 году было 76,1 %). Из 123 активных работали 118 человек (61 мужчина и 57 женщин), безработных было 5 (3 мужчины и 2 женщины). Среди 33 неактивных 12 человек были учениками или студентами, 13 — пенсионерами, 8 были неактивными по другим причинам.

## Достопримечательности
- Церковь Сент-Обен (XVI век). Памятник истории с 1991 года[3]